# 배로인퍼니스구

배로인퍼니스구의 위치

배로인퍼니스구(영어: Borough of Barrow-in-Furness)는 잉글랜드 컴브리아주에 위치한 비도시 자치구로 중심 도시는 배로인퍼니스이며 인구는 67,648명(2014년 기준), 면적은 77.98km2이다.